# Pinus nelsonii
Espèce
Statut de conservation UICN

 EN B2ab(ii,iii,iv,v) : En danger

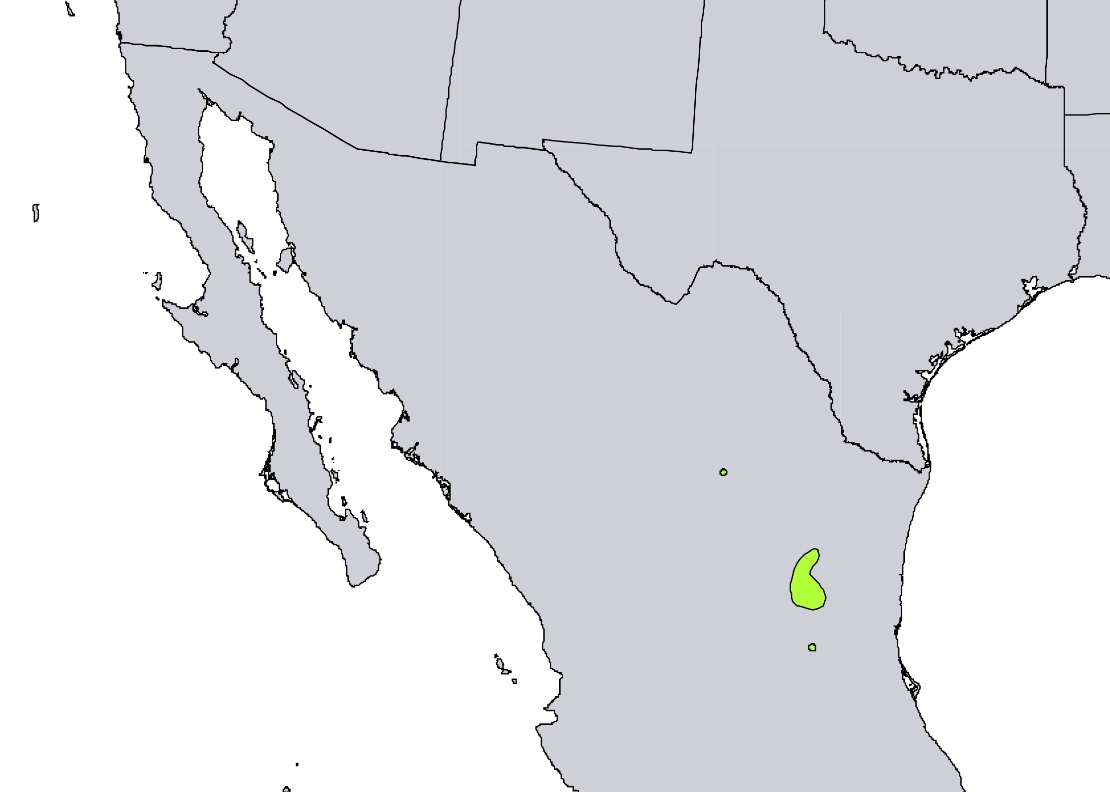
Distribution géographique naturelle

Pinus nelsonii est une espèce de conifère de la famille des Pinaceae.